# 1998年冬季残疾人奥林匹克运动会美国代表团
1998年冬季残疾人奥林匹克运动会美国代表团是美国派出的1998年冬季残疾人奥林匹克运动会代表团。获得13枚金牌、8枚银牌和13枚铜牌。